# Отто Нітманн
Отто Нітманн (нім. Otto Niethmann; 12 серпня 1919, Гамбург — 18 серпня 1977) — німецький офіцер-підводник, оберлейтенант-цур-зее крігсмаріне.

## Біографія
1 жовтня 1938 року вступив на флот. З жовтня 1940 по травень 1941 року пройшов курс підводника. З травня 1941 року — вахтовий офіцер на підводному човні U-30, з березня 1942 року — на U-373. В серпні-жовтні 1942 року пройшов курс командира човна. З 20 жовтня 1942 по червень 1943 року — командир U-6, з 28 липня 1943 по 25 травня 1944 року — U-476. В травні-липні 1944 року знаходився в розпорядженні 11-ї флотилії. З 19 жовтня 1944 по 19 березня 1945 року — командир U-3507. В березні був переданий в розпорядження 5-ї флотилії, проте не отримав нових призначень.

## Звання
- Кандидат в офіцери (1 жовтня 1938)
- Морський кадет (1 липня 1939)
- Фенріх-цур-зее (1 грудня 1939)
- Оберфенріх-цур-зее (1 серпня 1940)
- Лейтенант-цур-зее (1 квітня 1941)
- Оберлейтенант-цур-зее (1 січня 1943)

## Нагороди
- Залізний хрест 2-го і 1-го класу
- Нагрудний знак флоту
- Нагрудний знак підводника